# Meise
Meise es un municipio belga perteneciente a la provincia de Brabante Flamenco, en el distrito de Halle-Vilvoorde.
A 1 de enero de 2018 tiene 19 164 habitantes. Comprende los deelgemeentes de Meise y Wolvertem.
Se ubica en la periferia septentrional de Bruselas, en la salida de la capital por la carretera A12 que lleva a Amberes.
En esta localidad se halla el Jardín Botánico Nacional de Bélgica.

## Demografía

### Evolución
Todos los datos históricos relativos al actual municipio, el siguiente gráfico refleja su evolución demográfica, incluyendo municipios después de efectuada la fusión el 1 de enero de 1977.
| Gráfica de evolución demográfica de Meise entre 1846 y 2020 |
|                                                             |